# Дзевочко, Михаил Фадеевич
Михаил Фаддеевич Девочко (бел. Міхаіл Дзявочка; 1863, Минск — ?) — первый известный белорусский спортсмен-велосипедист.

## Биография
Будучи учеником городского училища получил велосипед (модель «паук») от одного из артистов цирка, выступавшего в Минске.
В конце 1870-х служил на Либаво-Роменской железной дороге: на первом в Минске велосипеде занимался доставкой корреспонденции правления. В середине 1890-х годов переехал в Москву.
Гонку на 410 верст между Москвой и Нижним Новгородом Михаил Дзевочко прошёл за 25 часов 43 минуты, показав среднюю скорость 26 вёрст (27 км) в час.
В 1895 году была впервые проведена самая тяжелая и длительная гонка того времени: Петербург — Москва. Победил в ней гонщик М. Девочко. Победитель гонок Москва — Нижний Новгород и Петербург — Москва. В гонках на треке в 1894 году стал чемпионом России, в 1896 году — чемпионом Англии.